# 제7의 천국 (1927년 영화)
《제7의 천국》(영어: 7th Heaven)은 1927년 개봉한 미국의 로맨틱 드라마 영화이다. 프랭크 보제이기가 감독을 맡았으며, 어스틴 스트롱이 쓴 동명의 희곡이 이 영화의 원작이다. 제1회 아카데미 감독상·각색상·여우주연상 수상작이다. 1995년 미국 국립영화등기부에 등재되었다.

## 출연

### 주연
- 자넷 게이노
- 찰스 파렐
- 벤 바드
- 데이빗 버틀러

### 조연
- 브랜든 허스트
- 조지 E. 스톤